# القواليش
القواليش هي قرية في جبال نفوسة الليبية، تقع على بُعد حوالي 113 كم جنوب غرب طرابلس وتقسم جزئين غرب القواليش وشرق القواليش، ويقطن بها حوالي سبعة آلاف نسمة.

## معركة الحرب الأهلية الليبية
استولى عليها المتمردون الليبيون في 7 يوليو 2011، خلال حرب الجبل الغربي 2011 في الحرب الأهلية الليبية (2011). وقُتل تسعة متمردين في المعركة؛ التي استمرت ست ساعات، ولم ترد أنباء عن سقوط ضحايا من القوات الموالية للقذافي.
جرت محاولة سابقة؛ للاستيلاء على القرية في نهاية الشهر السابق من شهر يونيو. بين 30 يونيو و3 يوليو، حاول المتمردون التقدم من ككلة باتجاه بلدة القواليش (التي تضم الجزء الغربي والشرقي ويفصل بينهما وادٍ ضيق). إذا أخذوا البلدة، فسيكون الطريق مفتوحًا أمام غريان. ومع ذلك، لم يتمكن المتمردون من التقدم، وقُتل تسعة من مقاتلي المعارضة وجُرح العشرات. خلال المعركة، اتخذ قناصة موالون مواقع على برج مياه بين القواليش ومواقع المتمردين، على بعد مئات الأمتار فقط، في ككلة.
في 13 يوليو، هاجمت القوات الموالية قواليش مرة أخرى، وهذه المرة تراجع المتمردون. ادعى بعضهم أن السبب في الانسحاب هو نفاد الذخيرة لديهم. وبدأت القوات الحكومية الهجوم؛ بعد أن حاولت مجموعة من المتمردين التقدم شرقي البلدة باتجاه غريان. سرعان ما اجتاح الموالون قواليش من الشرق ووصلوا إلى نقطة التفتيش على الطرف الغربي للقرية. ومع ذلك، بحلول المساء، شن المتمردون هجومًا مضادًا، وبعد معركة استمرت خمس ساعات استعادوا المدينة وطاردوا القوات الموالية إلى ضواحي أصابعة. خلال القتال، قتل اثنان من المتمردين وأصيب 17 بجروح.